# كنيسة السيدة العذراء الطاهرة
كنيسة السيدة العذراء الطاهرة هي كنيسة رومانية كاثوليكية تقع في مدينة جيلف، أونتاريو، كندا.